# Mauerstetten

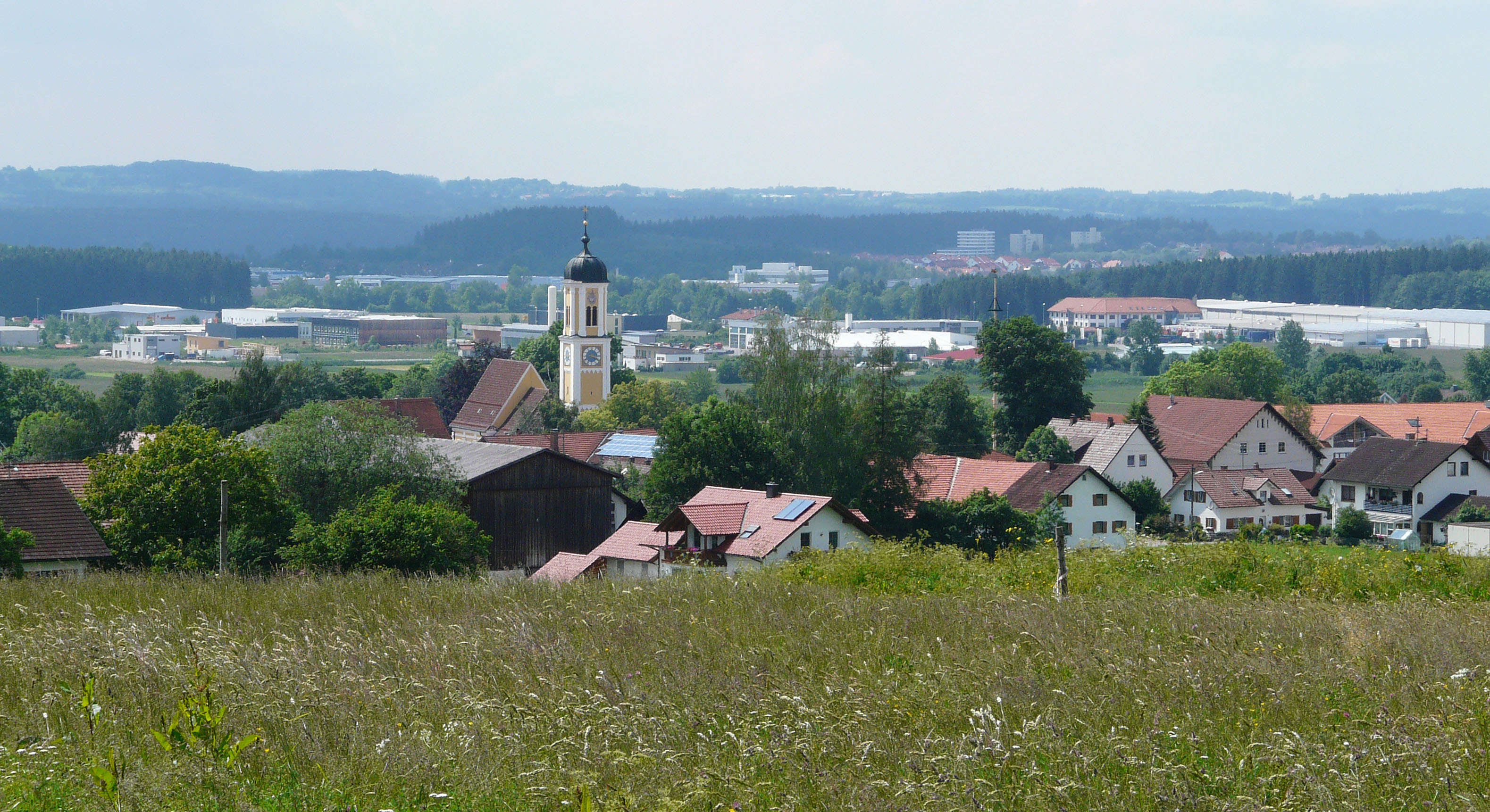
Mauerstetten von Osten

Mauerstetten ist eine Gemeinde im schwäbischen Landkreis Ostallgäu vier Kilometer östlich von Kaufbeuren.

## Geografie
Mauerstetten (hist. Mursteten) liegt in der Region Allgäu, etwa vier Kilometer östlich von Kaufbeuren.
Die Gemeinde hat vier Gemeindeteile (in Klammern ist der Siedlungstyp angegeben):
- Frankenried (Pfarrdorf)
- Hausen (Dorf)
- Mauerstetten (Pfarrdorf)
- Steinholz (Siedlung)

Es gibt die Gemarkungen Frankenried und Mauerstetten.

## Geschichte

### Bis zur Gemeindegründung
Für Mauerstetten wird ein römischer Siedlungsursprung angenommen. Um 919 wird der Ort erstmals in einer Urkunde erwähnt. Im Mittelalter gehörte Mauerstetten zum Gebiet der Herren von Kemnat, deren Herrschaft 1334 an das Reichsstift Irsee überging. Auch das Spital in Kaufbeuren hatte hier Grundbesitz.
Ein Ortsadel ist von 1150 bis in das 14. Jahrhundert bezeugt. Im Jahre 1480 wurde ein Neubau der Pfarrkirche St. Vitus an der Stelle einer Vorgängerkirche geweiht, von der noch die Kerne des Chors und des Turmes erhalten sind. Das Langhaus wurde gegen 1696 neu gebaut.
Seit dem Reichsdeputationshauptschluss von 1803 gehörte der Ort zum Königreich Bayern, heute zu Bayern. Im Jahr 1818 entstand durch das Gemeindeedikt des Königs Max I. Joseph die Gemeinde Mauerstetten mit dem zugehörigen Ort Hausen.

### 20. Jahrhundert
In der Zeit des Nationalsozialismus war der Gemeindeteil Steinholz Standort des Konzentrationslagers „Riederloh II“, eines Außenlagers des KZ Dachau. Die Inhaftierten arbeiteten als Zwangsarbeiter in der Kaufbeurer Sprengstofffabrik der Dynamit AG.
Am 4. September 1944 trafen 922 jüdische Häftlinge ein, später kamen nochmal etwa 100 dazu. In den vier Monaten, in denen das Lager bestand, sind 472 Häftlinge unter den unmenschlichen Arbeitsbedingungen und dem Auftreten von Seuchen verstorben. Ihre Leichen wurden in einem Waldstück verscharrt. Heute befindet sich dort ein KZ-Friedhof mit einem Gedenkstein zur Erinnerung an die Ermordeten.
Durch Vertriebene aus dem Sudetenland entstand nach dem Krieg in Steinholz ein Gemeindeteil mit nahezu 500 Einwohnern.

### Eingemeindungen
Im Zuge der Gebietsreform in Bayern wurde am 1. Mai 1978 die Gemeinde Frankenried eingegliedert.

### Einwohnerentwicklung
Von 1988 bis 2008 wuchs Mauerstetten um 599 Einwohner bzw. ca. 25 %. Zwischen 1988 und 2018 wuchs die Gemeinde von 2388 auf 3154 um 766 Einwohner bzw. um 32,1 %.
Auf dem Gebiet der Gemeinde wurden gezählt:

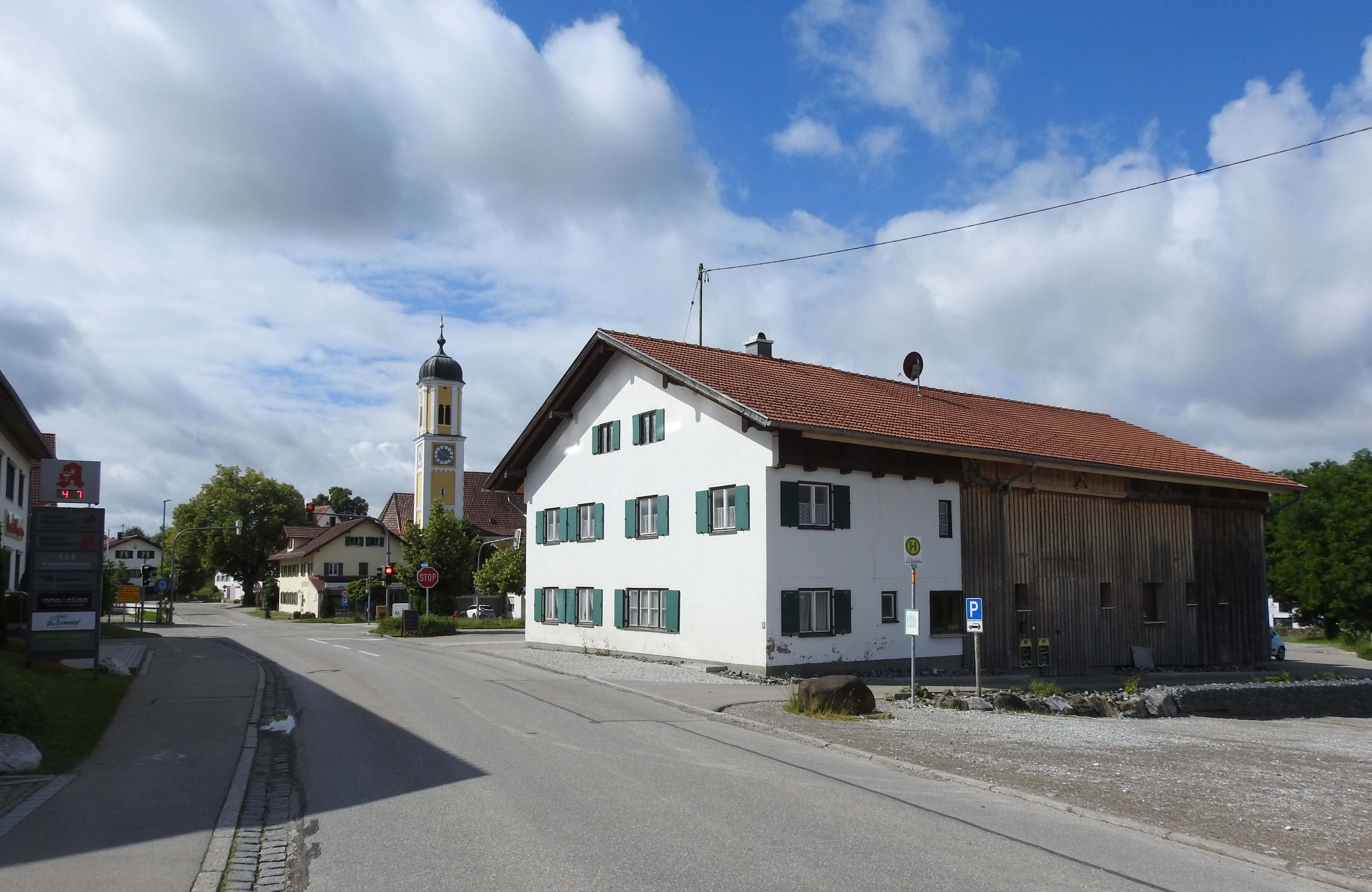
Mauerstetten – Ortsmitte

| Jahr | Einwohner |
| ---- | --------- |
| 1840 | 0636      |
| 1900 | 0740      |
| 1939 | 0765      |
| 1950 | 1217      |
| 1961 | 1382      |
| 1970 | 1700      |
| 1987 | 2355      |
| 1991 | 2445      |

| Jahr | Einwohner |
| ---- | --------- |
| 1995 | 2573      |
| 2000 | 2808      |
| 2002 | 2884      |
| 2004 | 2928      |
| 2005 | 2959      |
| 2006 | 3001      |
| 2007 | 2983      |
| 2008 | 2987      |

| Jahr | Einwohner |
| ---- | --------- |
| 2009 | 3027      |
| 2010 | 3041      |
| 2011 | 3068      |
| 2012 | 2980      |
| 2013 | 3019      |
| 2014 | 3057      |
| 2015 | 3113      |
| 2016 | 3109      |

| Jahr | Einwohner |
| ---- | --------- |
| 2017 | 3114      |
| 2018 | 3154      |
| 2019 | 3173      |
| 2020 | 3153      |
| 2021 | 3217      |
| 2022 | 3251      |

Quelle: BayLSt

## Politik

### Gemeinderat
Der Gemeinderat hat 16 Mitglieder. Bei der Gemeinderatswahl vom 16. März 2014 und der Wahl am 15. März 2020 gab es folgende Ergebnisse:
| Partei/Liste                                   | Stimmenanteil 2014 | Sitze 2014 | Stimmenanteil 2020 | Sitze 2020 |
| Unparteiliche Wählergruppe Mauerstetten-Hausen | 58,4 %             | 9          | 55,7 %             | 9          |
| Wählergemeinschaft Frankenried                 | 24,3 %             | 4          | 23,4 %             | 4          |
| Freie parteilose Wählergruppe Steinholz        | 17,2 %             | 3          | 20,9 %             | 3          |

Die Wahlbeteiligung lag 2014 bei 73,5 % und 2020 bei 75,5 %.

### Bürgermeister
Am 2. März 2008 wurde Armin Holderried, als Nachfolger von Alexander Müller, zum Bürgermeister gewählt.
Bei der Kommunalwahl 2014 wurde er mit einem Stimmenanteil von 50,4 % im Amt bestätigt. Seine Herausforderin war Karoline Waldner. Sie erhielt 49,60 % der Stimmen. Die Wahlbeteiligung lag bei 73,50 %.
Am 29. März 2020 wurde er in der Stichwahl, zwischen ihm und der Kandidatin Martina Burg, mit 53,11 % der Stimmen für weitere sechs Jahre gewählt (Holderried 1075, Burg 949 Stimmen). Die Wahlbeteiligung betrug dabei 80,87 %.

### Wappen
| Wappen der Gemeinde Mauerstetten | Blasonierung: „Über rotem Dreiberg in Blau eine silberne Mauer mit drei Zinnen; diese überdeckt von einer schwarzen Tanne, deren Stamm ein pfahlweise gestelltes goldenes Schwert aufliegt, das mit seinem Griff den Dreiberg überzieht.“ |
| Wappen der Gemeinde Mauerstetten | Das Wappen wird seit 1980 geführt und ersetzte nach der Eingemeindung Frankenrieds ein älteres Wappen. |

## Baudenkmäler

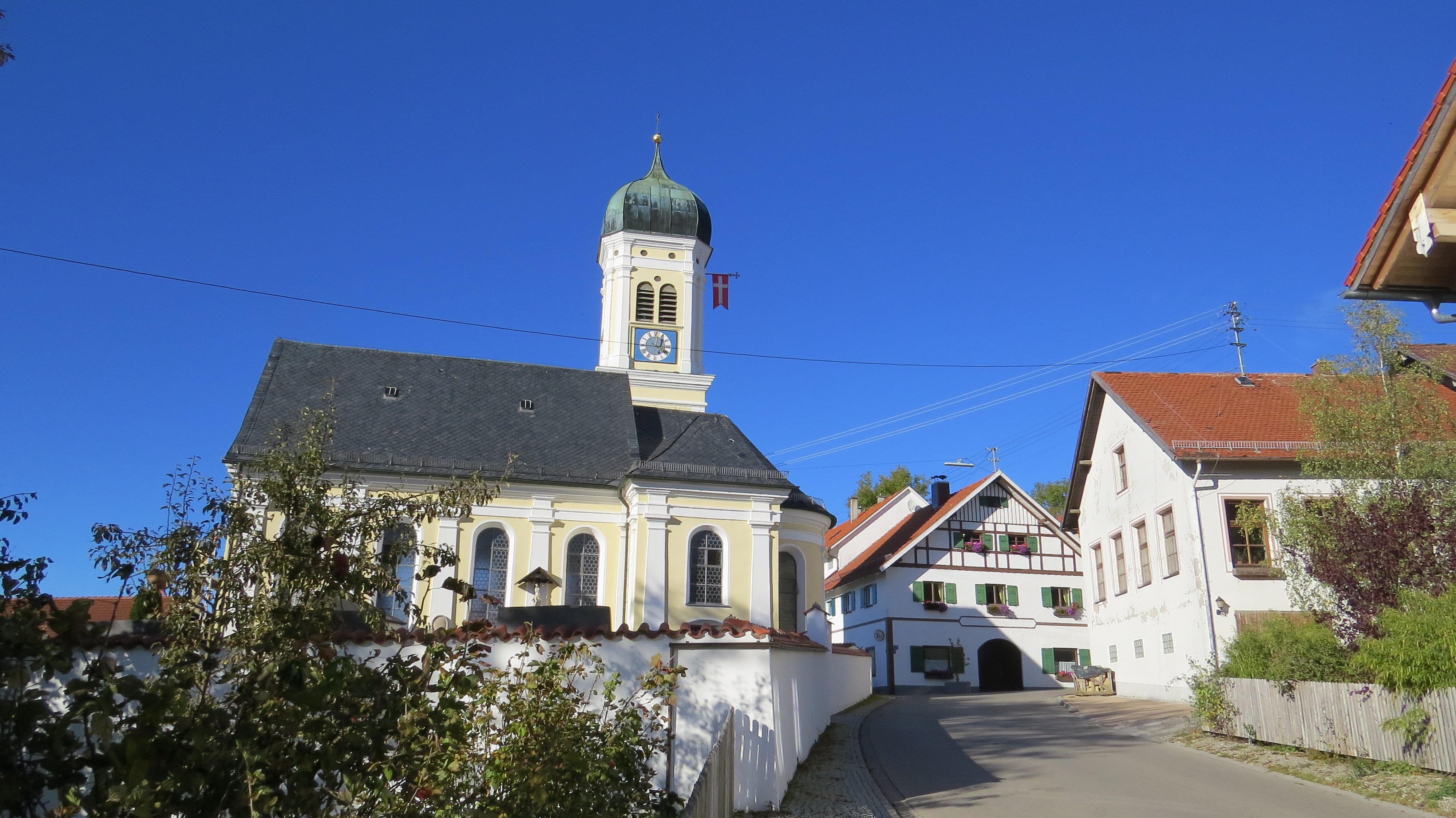
Pfarrkirche St. Andreas, Frankenried
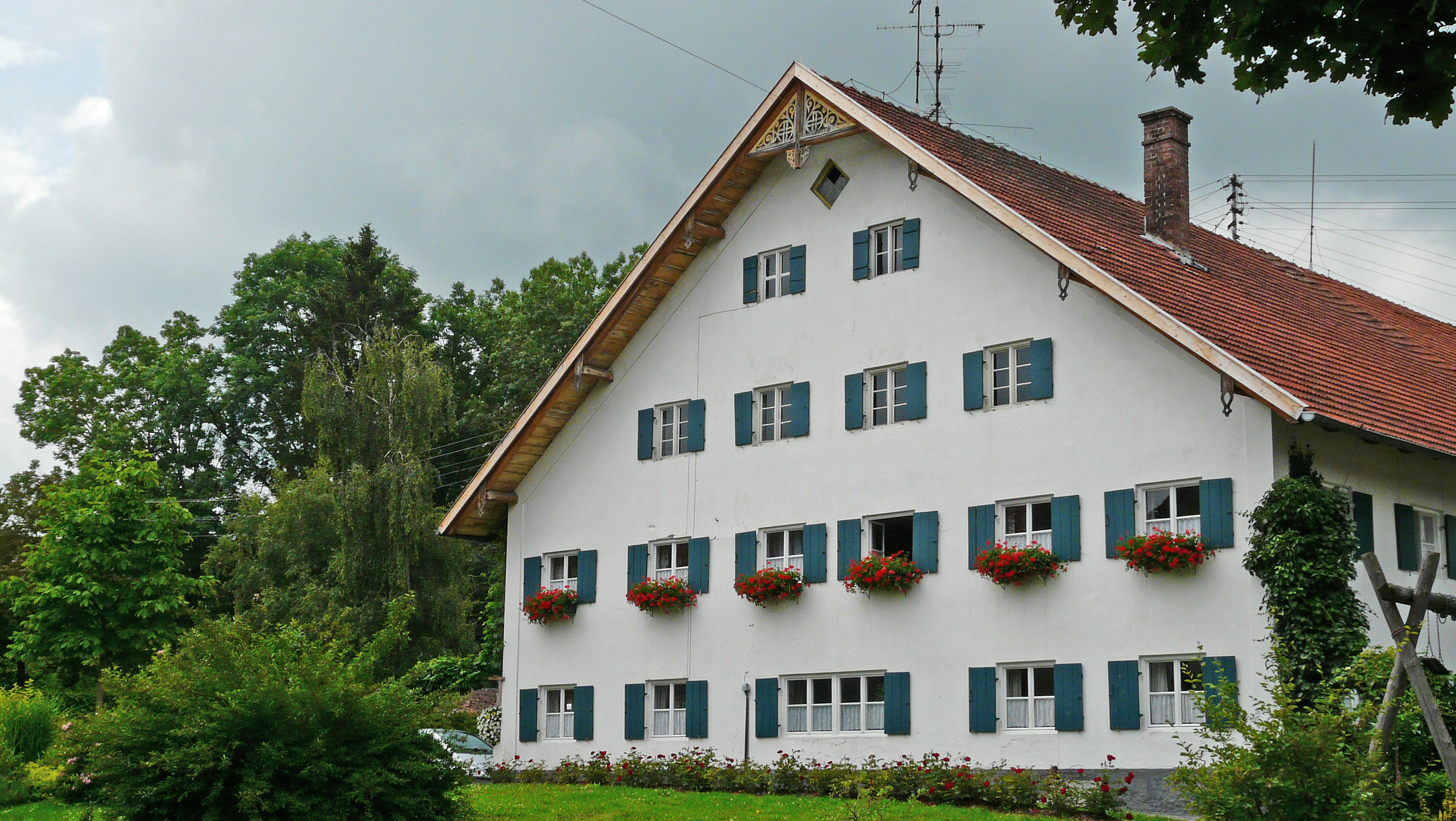
Bauernhaus in Frankenried
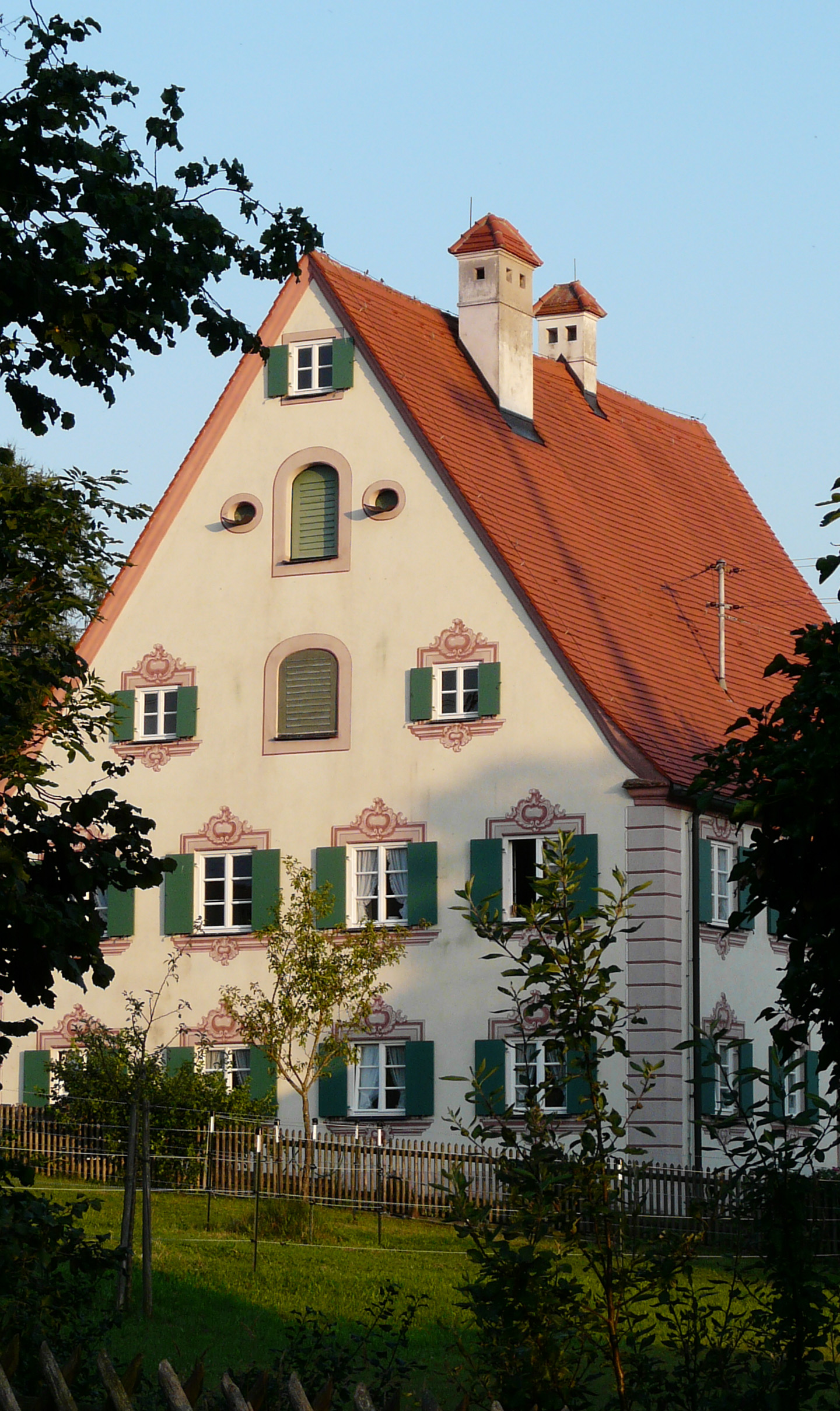
Pfarrhaus in Frankenried
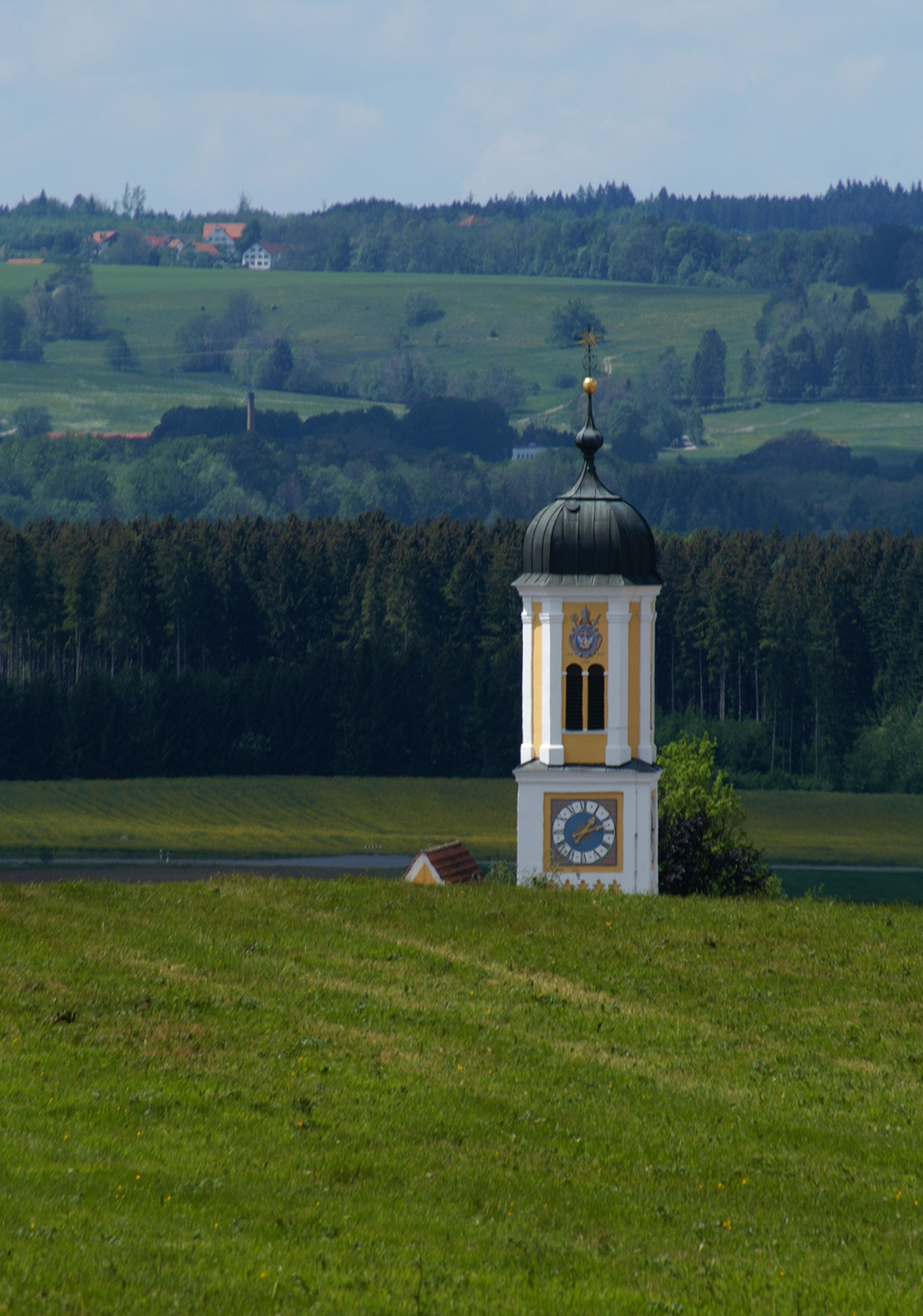
Kirchturm der Pfarrkirche St. Vitus in Mauerstetten

### Weitere Sehenswürdigkeiten
Die Mariengrotte in Mauerstetten ist eine der ältesten in der Region. 1890 wurde diese auf der Ostseite der St. Vituskirche gebaut. Im Jahre 1927 verlegte der damalige Pfarrer sie an die Westseite des Friedhofs. Dafür schaffte man aus der Schleifmühle von Irsee Tuffsteine herbei. Im Jahre 2007 wurde die Grotte renoviert.

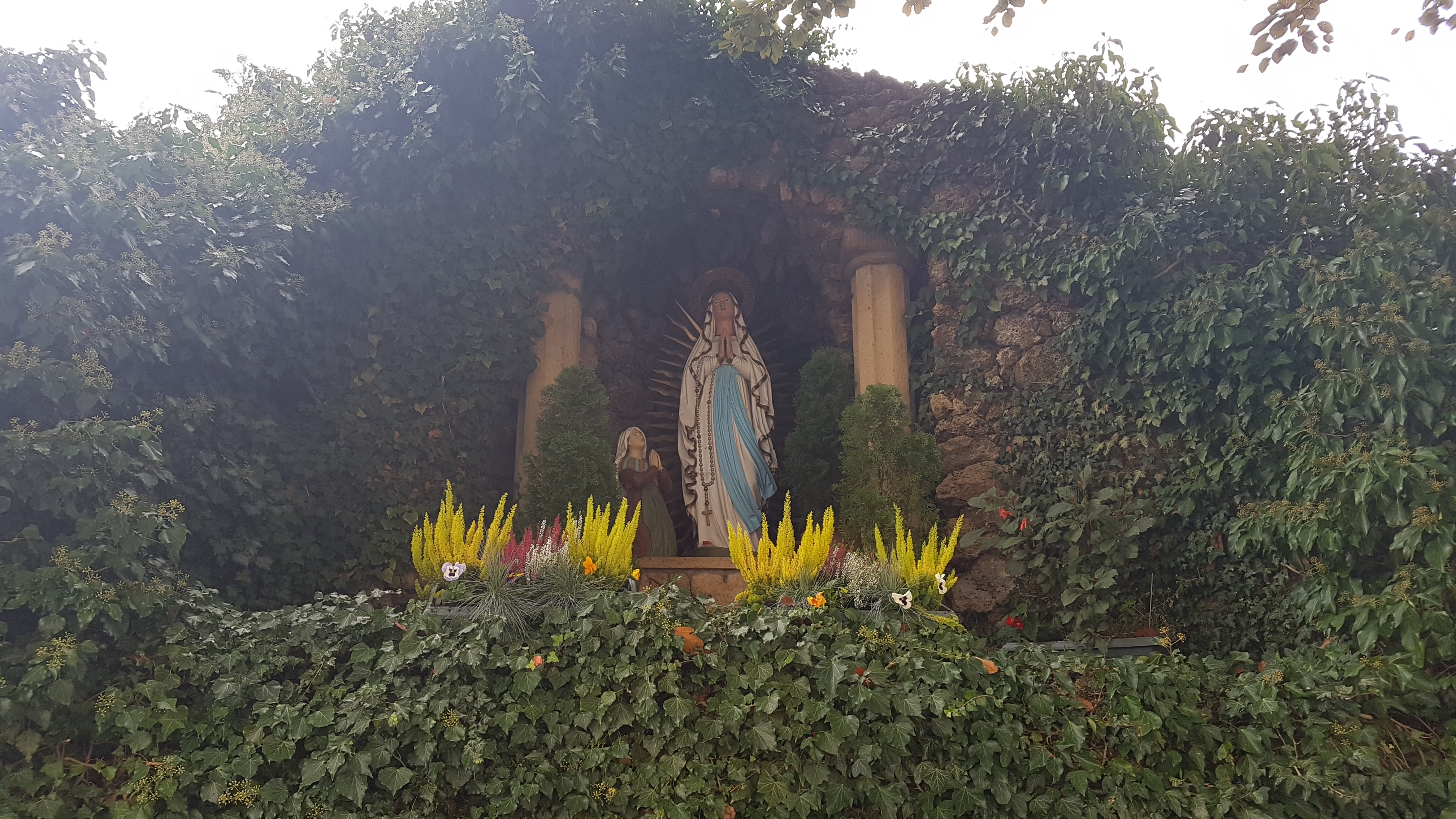
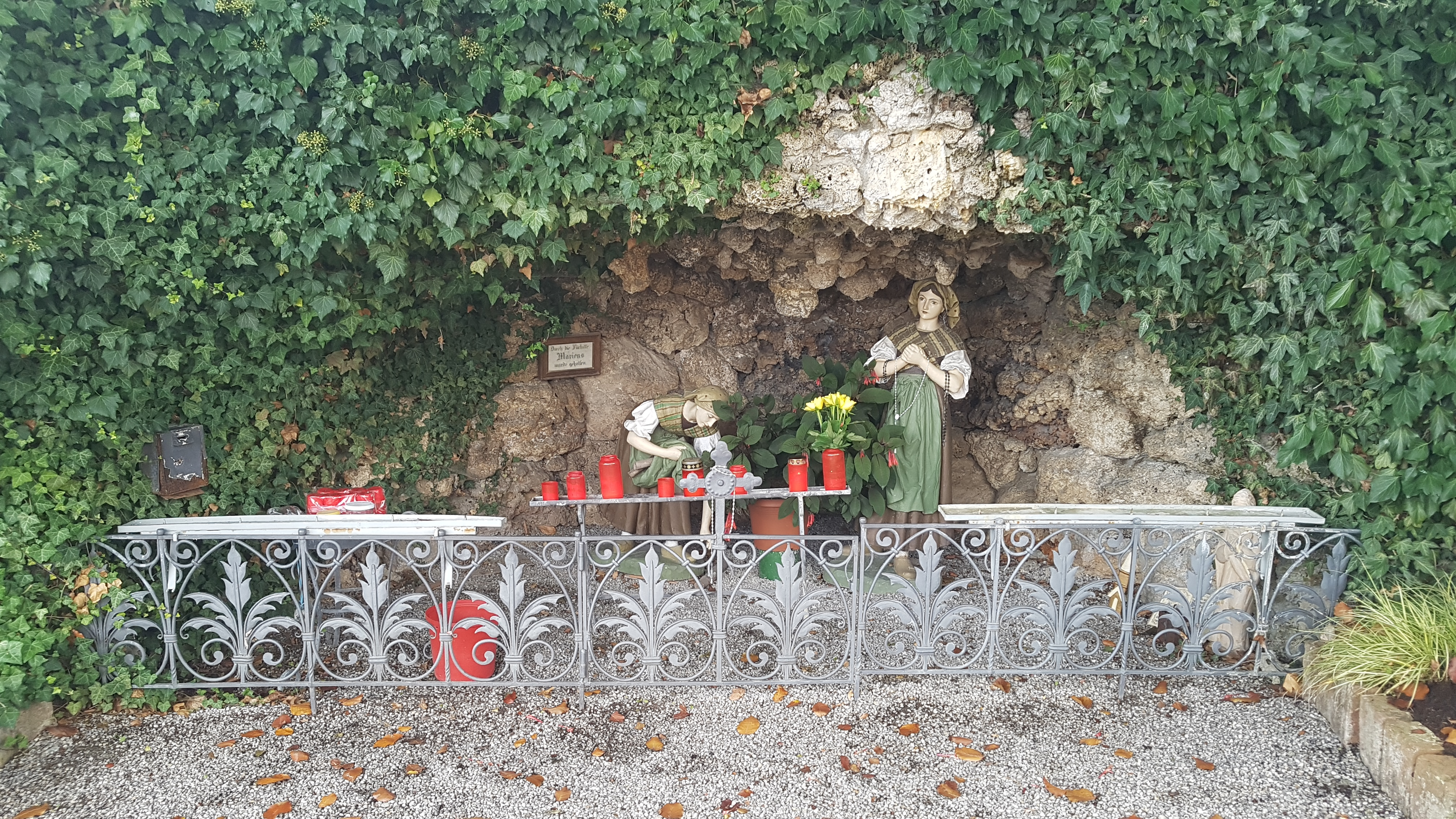
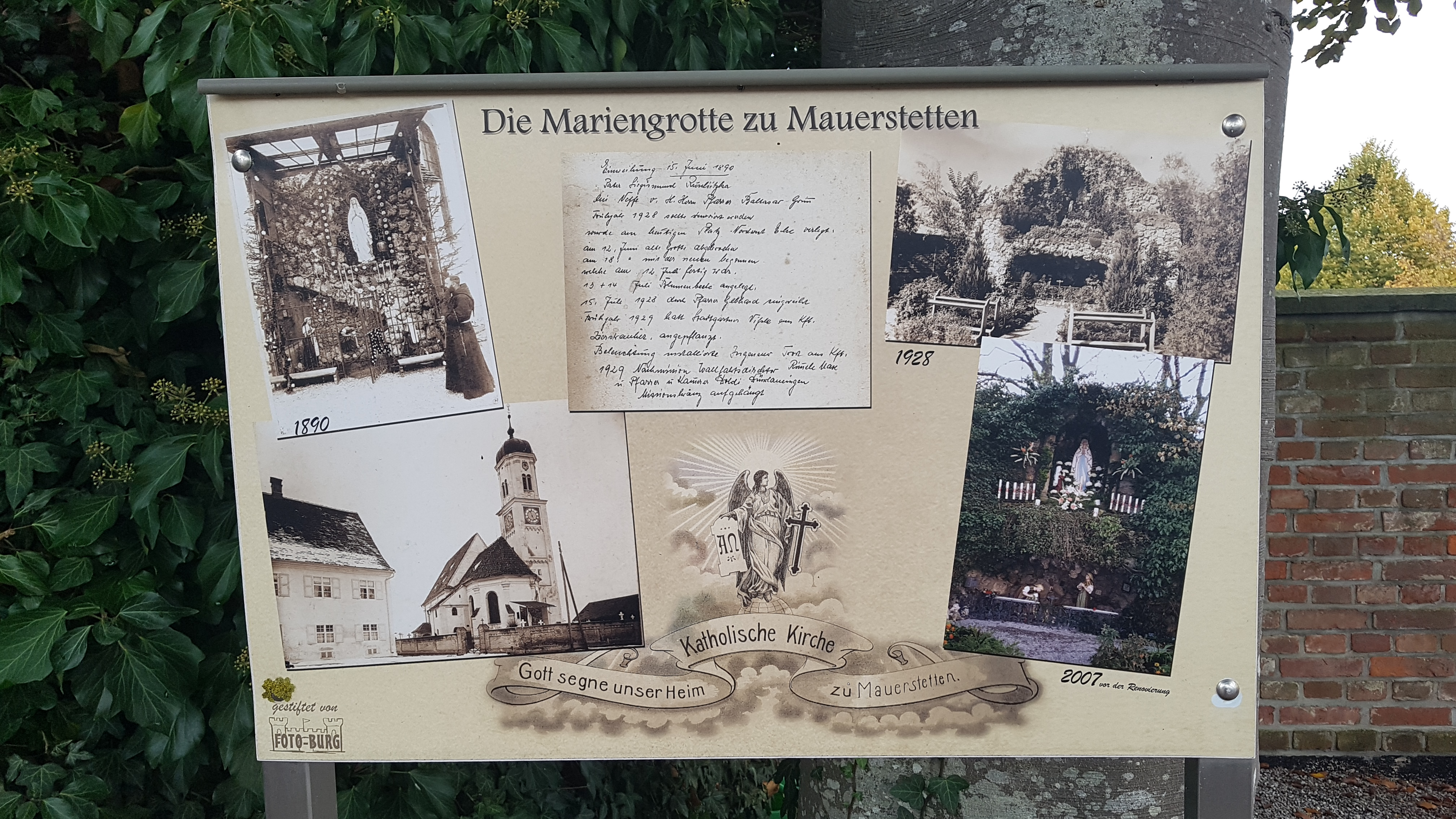

## Wirtschaft und Infrastruktur

### Wirtschaft einschließlich Land- und Forstwirtschaft
Die Gemeindesteuereinnahmen des Jahres 2020 waren 5170 T€, davon waren 2365 T€ (netto) Gewerbesteuereinnahmen. Mauerstetten hat damit eine weit über dem Durchschnitt liegende Steuerkraft und erhält deshalb keine Schlüsselzuweisungen. Die Gemeinde ist seit 2015 schuldenfrei.
Im Jahre 2021 gab es in der Gemeinde 2244 sozialversicherungspflichtige Arbeitsplätze. Von der Wohnbevölkerung standen 1239 Personen in einer versicherungspflichtigen Beschäftigung. Damit war die Zahl der Einpendler um 703 Personen höher als die Zahl der Auspendler. 32 Einwohner waren 2020 arbeitslos.
Die überwiegende Zahl der örtlichen Arbeitsplätze bot im Jahr 2020 das produzierende Gewerbe (1198). Im Bereich der Land- und Forstwirtschaft waren sieben Personen beschäftigt, im Bereich Handel, Verkehr und Gastgewerbe waren es 796 Personen. Die Unternehmensdienstleister beschäftigten 78 Mitarbeiter und die öffentlichen und privaten Dienstleister 165 Mitarbeiter.
Größter Arbeitgeber in der Gemeinde ist die Firma Chr. Mayr GmbH + Co. KG mit rund 700 Arbeitskräften am Stammsitz Mauerstetten und weltweit mehr als 1200 Mitarbeitern. Mayr ist ein weltweit agierender Hersteller von Sicherheitskupplungen, Wellenkupplungen und Sicherheitsbremsen.
Im Jahr 2020 verzeichnet die Statistik noch 28 landwirtschaftliche Betriebe; 1008 Hektar der Gemeindeflur waren landwirtschaftlich genutzte Fläche.

### Verkehr
Von Mauerstetten führt die Staatsstraße 2014 nach Kaufbeuren. Zwischen Mauerstetten und Kaufbeuren verläuft die Bundesstraße 12, eine Gemeindestraße führt dorthin.
Ab 1922 gab es in Mauerstetten den Bahnhof Mauerstetten an der Bahnstrecke Kaufbeuren–Schongau. 1972 wurde der Personenverkehr und 1977 der Güterverkehr eingestellt und die Strecke stillgelegt. Heute verlaufen auf dem Bahndamm der ehemaligen Nebenstrecke die Themenradwege Dampflokrunde sowie das Sachsenrieder Bähnle, das Ende September 2013 am Waldbahnhof im Sachsenrieder Forst feierlich eröffnet wurde und auf bzw. neben dem Bahndamm weiter bis zum Bahnhof Schongau führt.

### Bildung
Es gab 2022 folgende Einrichtungen:
- zwei Kindertageseinrichtungen (Kindergarten St. Vitus und Kleinstkindergarten Regenbogen) mit 145 Plätze und 153 betreuten Kindern, davon 47 unter drei Jahren, 88 von drei bis fünf Jahren und 18 von sechs bis elf Jahren.
- Hörmann-Grundschule (Jahrgänge 1–4) mit acht hauptamtlichen Lehrern und 113 Schülern (2020/2021)[13]. Sie wurde 1678, durch den Priester und Prokurator am englischen Kolleg in Rom, Johann Baptist Dodel[14] gegründet.

Mauerstetten von Richtung Kaufbeuren gesehen (Das Bild zeigt das spätere Neubaugebiet „Dorfanger“ vor 2012)